# کاکتوس‌های حصیری‌نما
کاکتوس‌های حصیری‌نما (نام علمی: Pseudorhipsalis) نام یک سرده از تبار جنگلی‌تباران است.